# シュラクサイ包囲戦 (紀元前214年-紀元前212年)
シュラクサイ包囲戦（シュラクサイほういせん）は、第二次ポエニ戦争中の紀元前214年から紀元前212年にかけて発生した攻城戦。シュラクサイ（現在のシラクサ）はシチリア島東岸の都市であるが、マグナ・グラエキア（南イタリアおよびシチリア）のギリシャ殖民都市の中で最も繁栄していた。第一次ポエニ戦争時にシュラクサイはローマと同盟を結んだが、それを解消してカルタゴと同盟を結んだためローマ軍に包囲され陥落した。ローマ軍はシチリア島全体を支配下に置いた上で、シュラクサイに押し寄せた。包囲戦の間、街はアルキメデスが発明した兵器によって防衛されていた。アルキメデスは偉大な発明家であり博学者であったが、陥落後にローマ軍司令官マルクス・クラウディウス・マルケッルスの命令に反して殺害された。

## 序幕

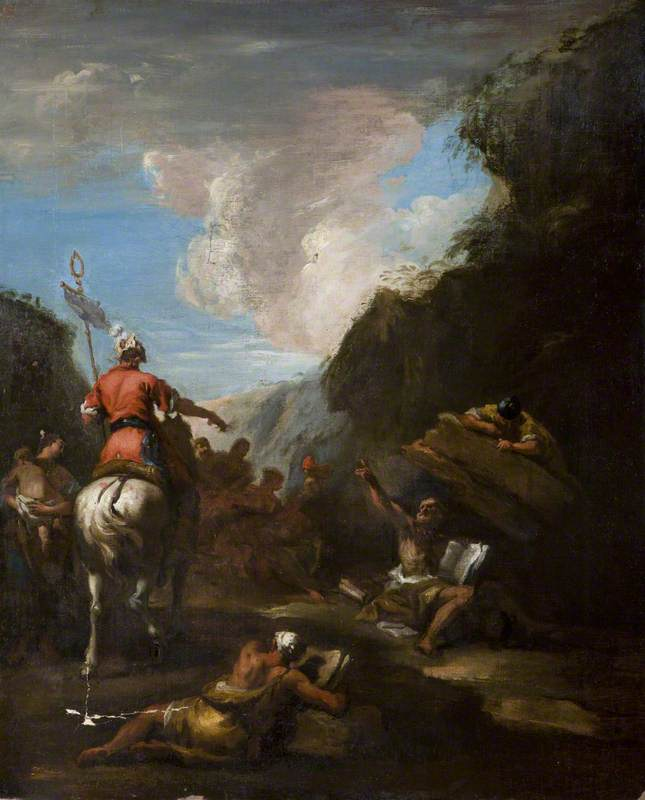
アルキメデスに街の防衛を依頼するヒエロン2世。 セバスティアーノ・リッチ画、
1720年代

第一次ポエニ戦争においてローマはシチリア島全体を支配下に置き、紀元前241年にはローマ最初の海外領土（シキリア属州）となった。しかし、シュラクサイのみはローマの同盟国として独立を保ち、ヒエロン2世の統治の下繁栄を続けていた。紀元前215年にヒエロン2世が死去すると、孫であるヒエロニムス（en）が王位に付き、シュラクサイの支配階級の中に反ローマ的な感情が出始めた。ヒエロニムスは暗殺され、親カルタゴ勢力も除去されたが、ローマの威嚇的姿勢のためにシュラクサイは戦争に備えざるを得なくなった。
外交的努力にもかかわらず、紀元前214年にローマとシュラクサイは開戦した。ローマはカルタゴとの戦い（第二次ポエニ戦争）に忙殺されていたが、マルクス・クラウディウス・マルケッルスが率いるローマ軍がシチリアに上陸し、海陸からシュラクサイを包囲した。シチリア東岸のシュラクサイは城壁都市でありその堅牢な防御で知られていた。また、シュラクサイの防衛担当者の中に、科学者・数学者であるアルキメデスがいた。

## 要塞都市シュラクサイ
シュラクサイは第二次ペロポネソス戦争（紀元前415年-紀元前404年）以来、度々包囲戦の舞台となったが、紀元前402年から紀元前397年にかけて、ディオニュシオス1世によって強力な要塞に作り変えられた。西側にあたるエピポライ台地を全長27キロメートルに及ぶ城壁で囲み、決まった間隔で14の塔が築かれた。6つの門が設けられたが、何れも要塞化され、最も西にあるエピポライ門は強力な防御力を持つエウリュアロス城（it）で守られていた。この城は何度も強化されているが、最後の改装はアルキメデスが指揮している。アルキメデスはまた、攻撃兵器としてねじりバネを利用した投石機を開発しているが、80キログラムの石を発射できた。アルキメデスはこれら投石器や大型弩弓を城壁上に効果的に配置した。

## 包囲戦

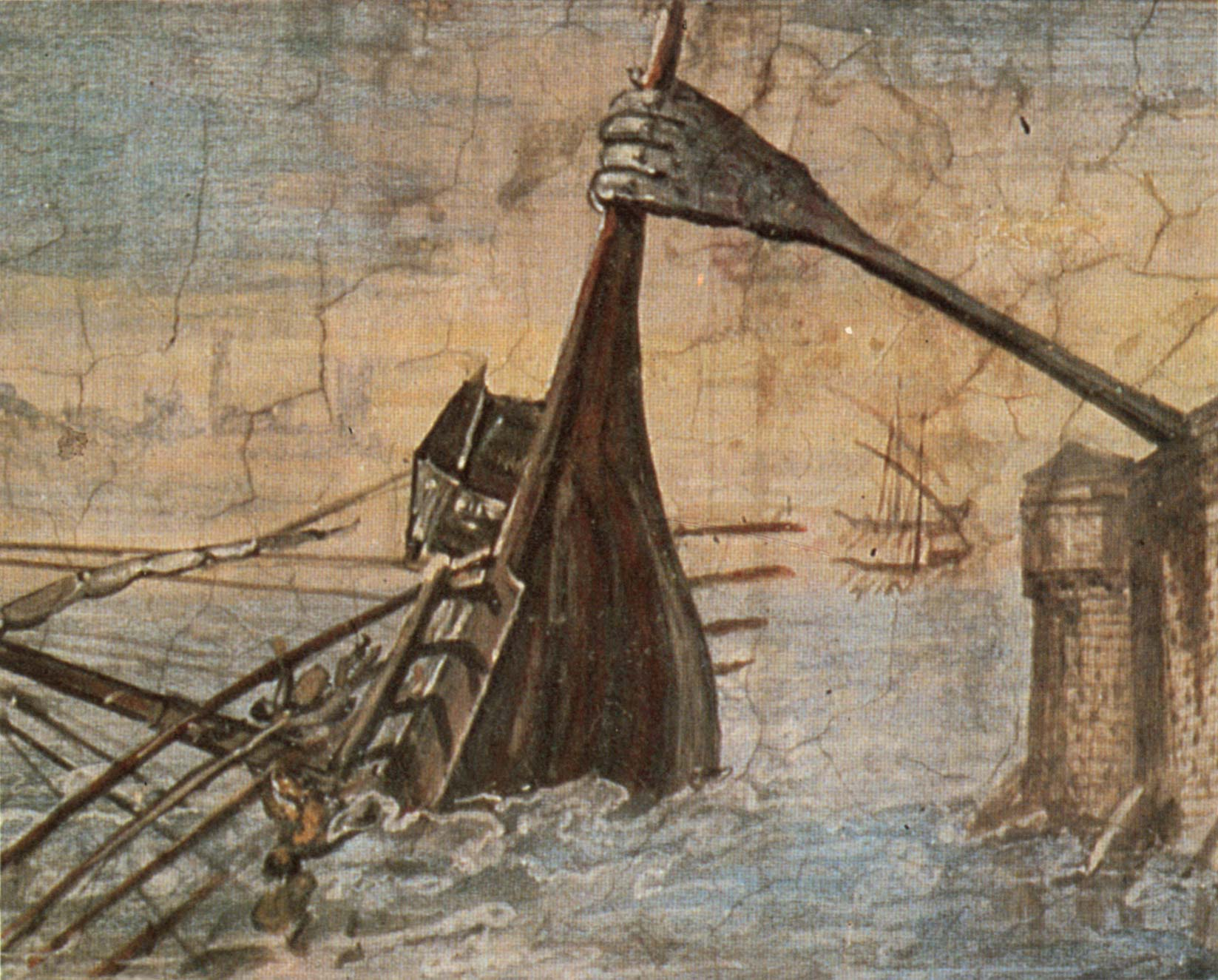
アルキメデスの鉤爪で沈没させられるローマ艦、1600年頃の壁画の一部

シュラクサイは堅牢に防御されていたために、数ヶ月間ローマのあらゆる攻撃に耐えた。攻城戦の困難さを実感し、ローマは新兵器を投入することとした。サンブーカ（en）と呼ばれる艦載型の鉤縄付き攻城塔や、城壁の上部に滑車で降ろせる、艦載型の梯子等である。

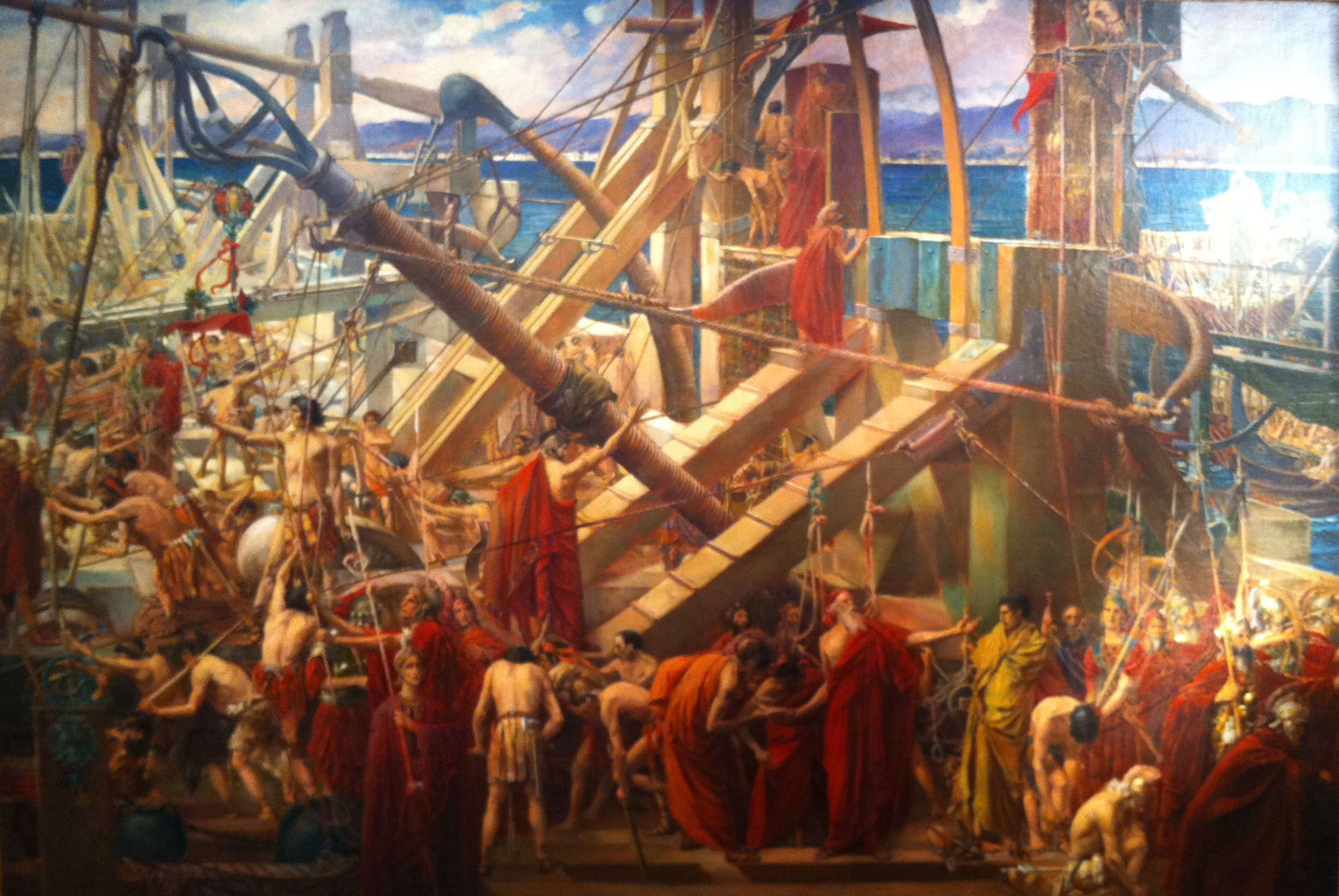
シュラクサイの防衛を指揮するアルキメデス。トーマス・ラルフ・スペンス画、1895年

他方、アルキメデスも防衛用の新兵器を考案したとされる。壁越しに巨石を放り出して敵艦に落とす装置や、壁越しに腕を伸ばして破城槌や攻城用の小屋の上に丸太を落とす装置などが知られている。アルキメデスの鉤爪と呼ばれる兵器は、クレーン状の腕部の先に吊るされた金属製の鉤爪を持つ構造で、この鉤爪を近づいた敵艦に引っ掛けて腕部を持ち上げることで敵艦を傾けて転覆させるものであった。また、巨大な鏡を並べて太陽の光を反射させ、ローマ艦の帆を焼いたという伝説（アルキメデスの熱光線）もある（2世紀の著述家ルキアノスによる）。これらの兵器に加えて、城壁に備え付けられた投石機や型弩弓での攻撃に苦戦し、結局は力攻めを余儀なくされた。

## 膠着

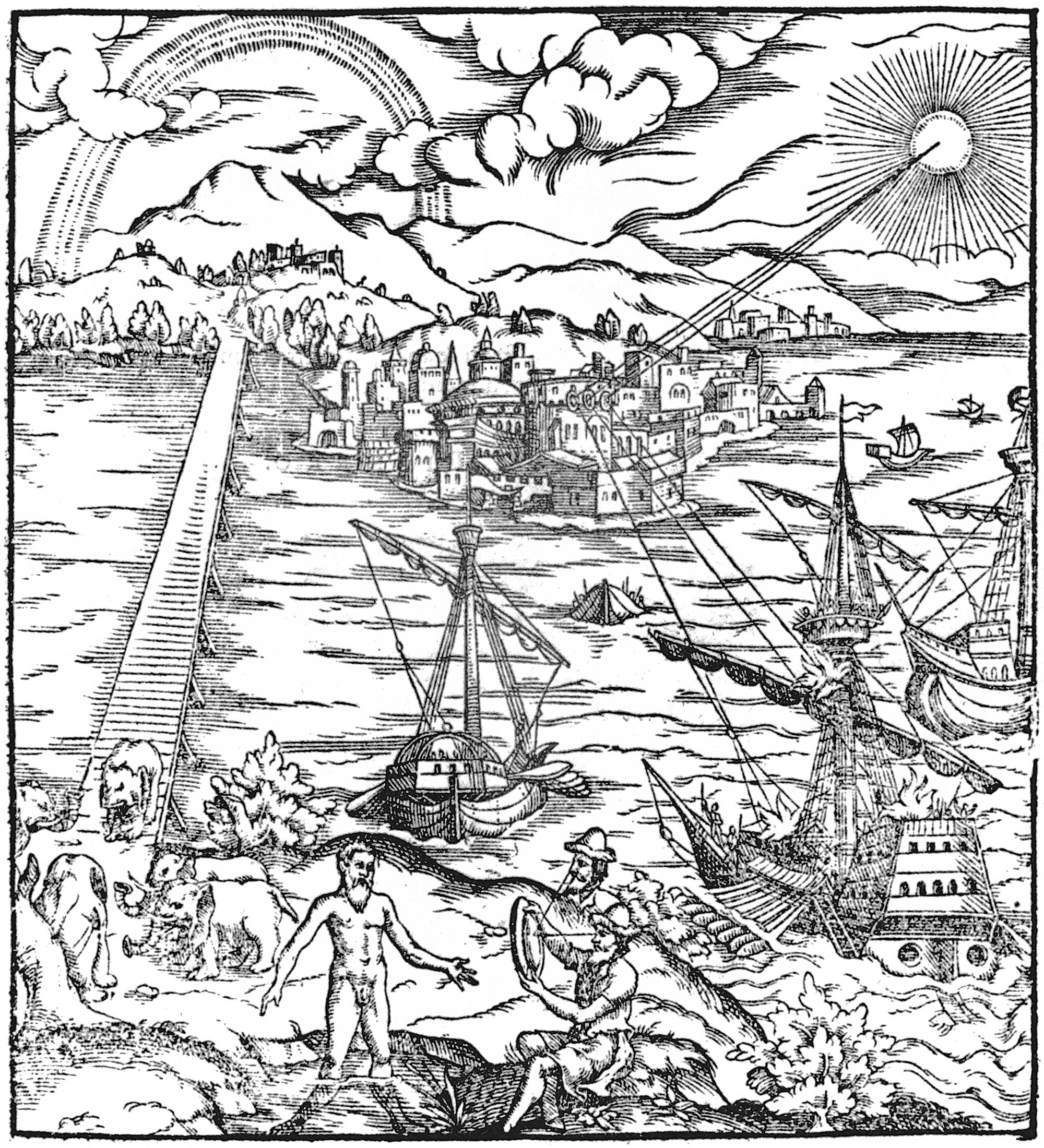
鏡を用いてローマ艦を燃やすアルキメデス

戦闘は膠着状態となった。ローマ軍は城内に突入することも、またシュラクサイに対する外部からの補給を完全に絶つこともできなかった。他方、シュラクサイ側もローマ軍を撤退させることはできなかった。カルタゴもシュラクサイの救援を試みたが撃退された。再度の救援計画が立案されたが、イベリア半島での作戦を優先したためにシュラクサイ向けの兵士・艦艇を用意できなかった。結局、シュラクサイは独力で戦い続けるしかなかった。

## 陥落
ローマの攻撃を撃退したシュラクサイは自信過剰となった。紀元前212年、ローマはシュラクサイの市民がアルテミス神の祝祭に参加し、防御が手薄になるとの情報を得た。シュラクサイは二重の城壁で囲まれていたが、少数のローマ兵が暗闇にまぎれて外郭の城壁を梯子を使って突破し、直ちに援軍を招きいれたため、外郭部はローマ軍の手に落ちた。しかし、内郭は依然として堅牢であった。アルキメデスが殺害されたとされるのは、このときである。

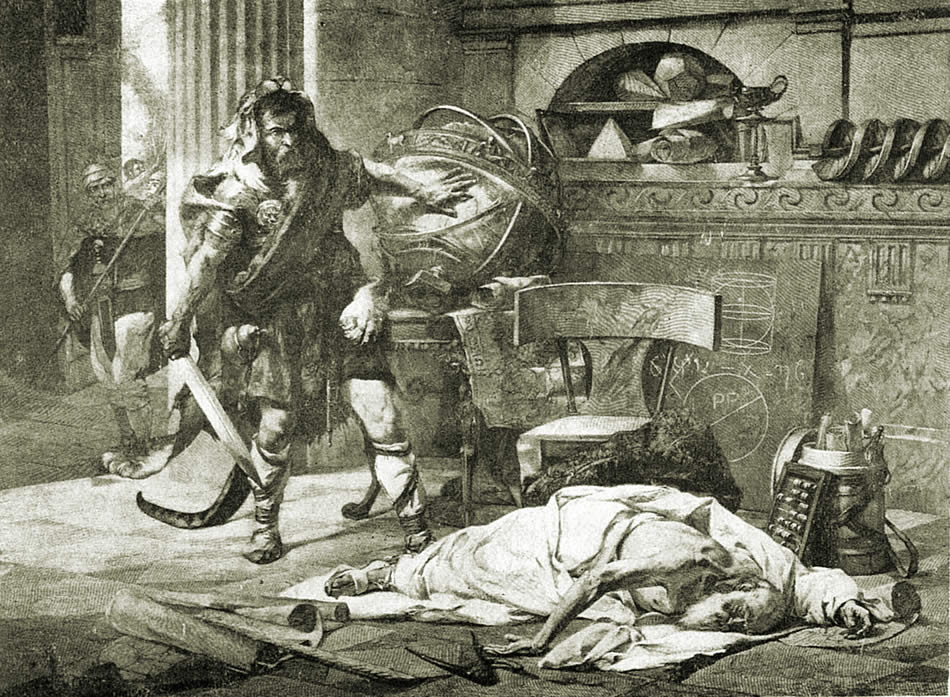
アルキメデスの死。エドウアルド・ヴィモン 画、1920年代

マルケッルスは、高名な数学者であり、防衛兵器の発明家であったアルキメデスを殺さないように命令していた。アルキメデスはこのとき既に78歳前後であったが、ローマ軍が侵入してきた後でも研究を続けていた。ローマ兵が家にやってきて彼の研究を邪魔すると、アルキメデスはこれに対して強く抗議し退去を求めた。この兵士は、それが誰だかを知らず、その場でアルキメデスを殺害した（あるいはローマ軍を苦しめた兵器の発明家と知っていたのかもしれない）。
ローマは外郭を支配下においたものの、シュラクサイ市民は内郭に退避して抵抗を続けた。しかし内郭の面積は小さく、ローマは外部からの補給を完全に遮断することができた。8ヶ月を経過した頃、場内では飢餓の苦しみが始まり、ローマとの講和が議論されるようになった。モエリスカスという名の指導者の一人がローマと内通し、アレトゥーサの泉近くにローマ軍を招き入れ、陽動攻撃を行っている間に城門を開けた。親ローマ地区に衛兵を置き、マルケッルスはシュラクサイの略奪を許した。長期の攻城戦に苦戦していたローマ兵は市内を暴れ周り、多くのシュラクサイ市民を殺害し、また生き残った市民の殆どを奴隷とした。シュラクサイは完全に略奪され、破壊された。

## その後
シュラクサイは再びローマの手に戻り、シチリア島全体がローマの属州となった。シュラクサイを確保したことにより、カルタゴはシチリアでの足場を失い、そこからイタリアにいるハンニバルを支援することが不可能となった。このため、ローマはイタリアとイベリアにその戦力を集中することができるようになった。10年後には、シチリアを補給基地としてアフリカへの侵攻作戦が実施されることになる。また、後のギリシャへの侵攻拠点としても重要な位置を占めた。
シュラクサイは再建され、5世紀にいたるまでローマにとって軍事面でも経済面でも重要な都市として存在した。

## 関連作品
- 1914年に製作されたイタリアのサイレント映画である『カビリア』では、アルキメデスとシュラクサイ包囲戦がドラマチックに描かれている。
- 岩明均の漫画『ヘウレーカ』は、シュラクサイ包囲戦を舞台としたものである。
- 映画『インディ・ジョーンズと運命のダイヤル』で、インディたちがタイムスリップしたシチリア島はシュラクサイ包囲戦の真っ只中だった[6]。